# Thomas Konow

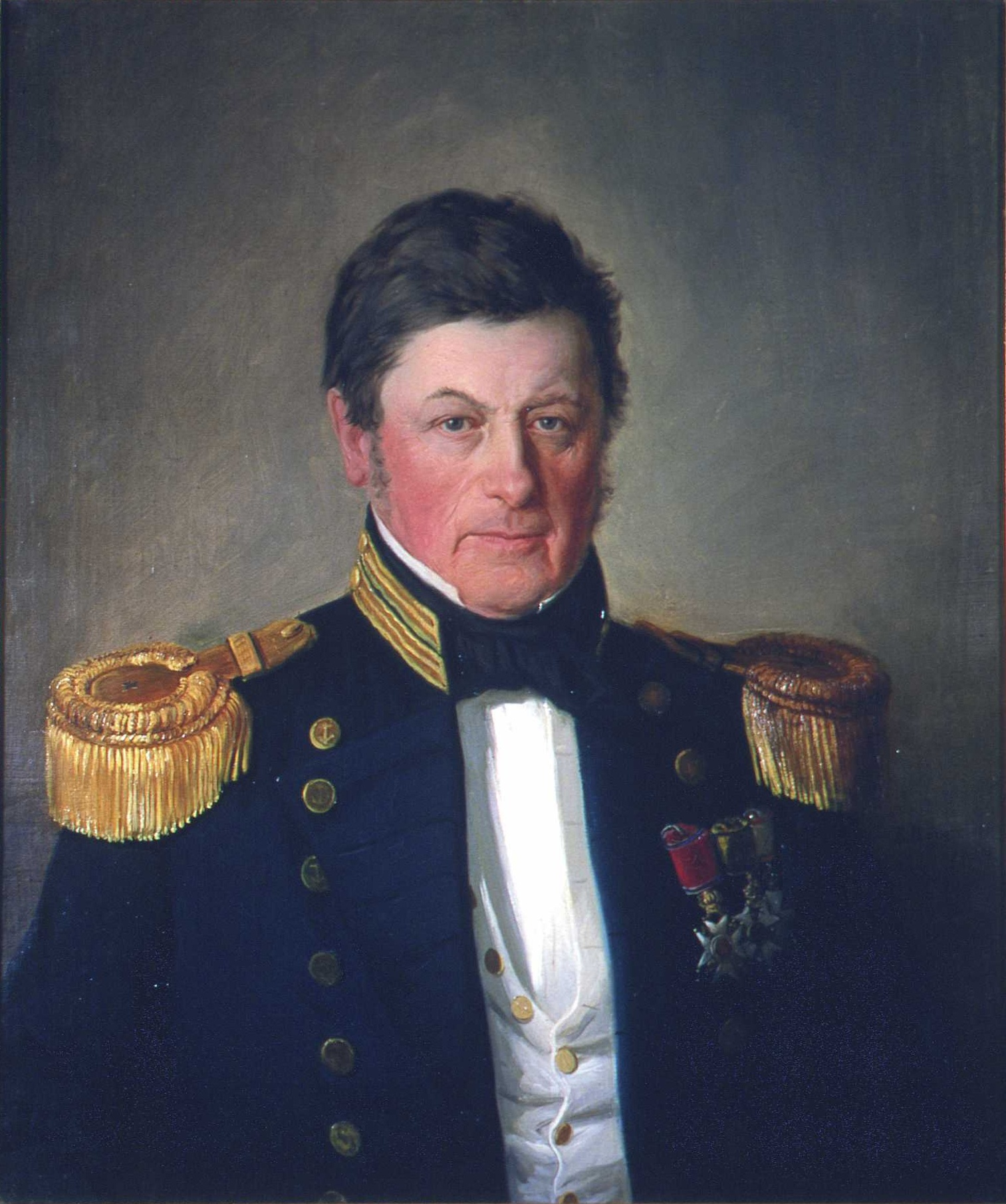
Thomas Konow iklädd norska flottans uniform. På bröstet syns bland annat Sankt Olavs orden samt Svärdsorden. Avporträtterad 1854 av Knud Bergslien.

Thomas Konow, född den 10 oktober 1796 i Bergen, död den 10 oktober 1881 i Kristiania, var en norsk amiral, känd som "den siste  Eidsvoldsmannen", bror till Wollert Konow och August Konow.  

## Biografi
Konow blev 1813 sekundlöjtnant i marinen och ingick efter Kielfreden i norsk tjänst. År 1814 deltog han, 18 år gammal, som andre representant för sjöförsvaret i riksförsamlingen i Eidsvold. 1817 blev han kadettofficer samt lärare i matematik och navigation vid den då öppnade "søakademien" i Fredriksværn och var 1848-1860 chef för Karl Johans værns örlogsvarv. Sistnämnda år befordrad till konteramiral och chef för marinkommandot, tog han avsked 1869.